# عيد الجمهورية

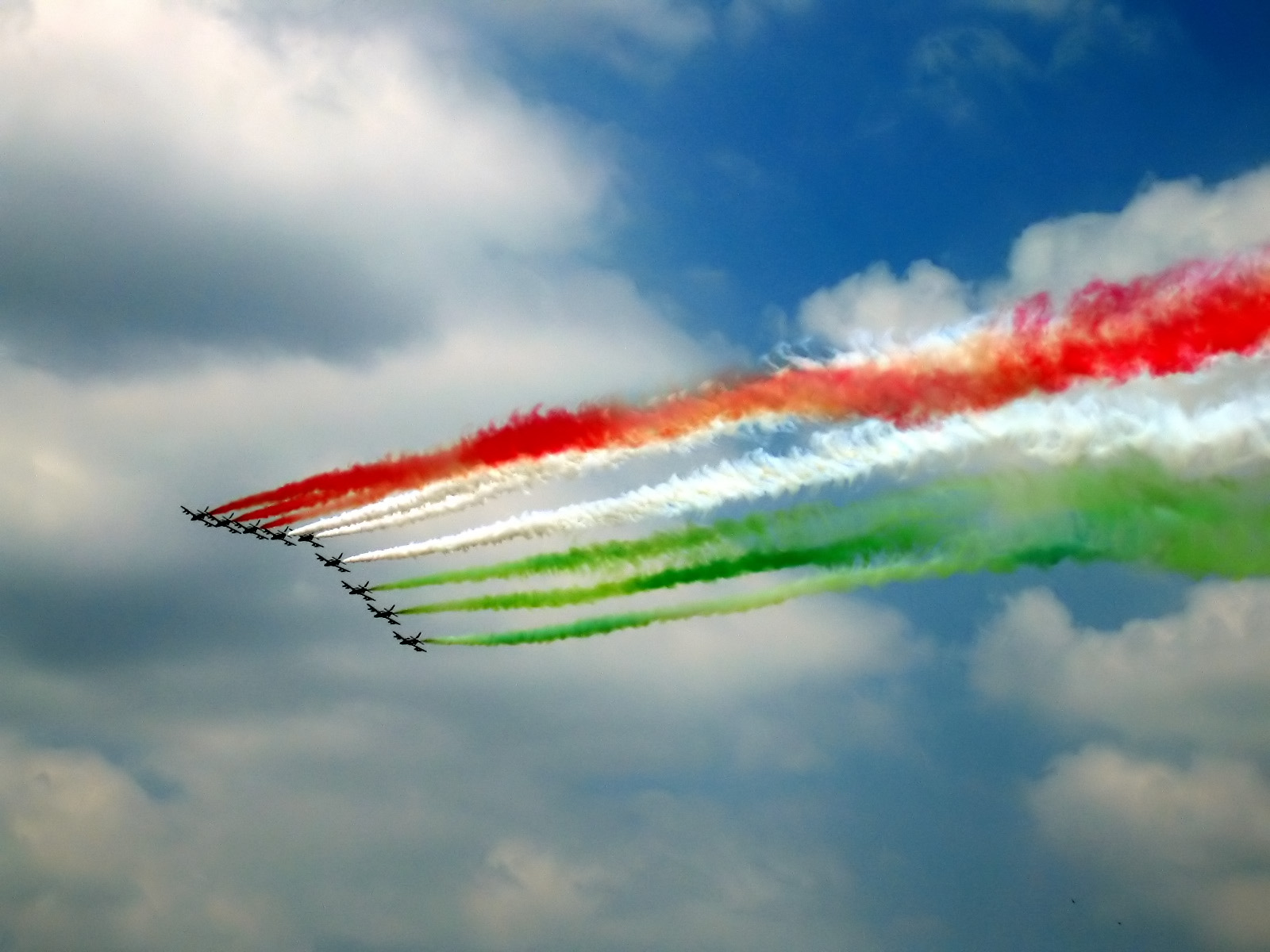

يوم الجمهورية هو عيد يحتفل به في العديد من الدول لإحياء ذكرى تحولها إلى جمهورية.
تختلف طرق الاحتفال من دولة إلى أخرى.

## أعياد الجمهورية في البلدان المختلفة
- أذربيجان: 28 مايو (1918)
- أرمينيا: 28 مايو (1918).
- ألبانيا: 11 يناير (1946)
- آيسلندا: 17 يونيو (1944)
- إيران: 1 أبريل (1200)
- إيطاليا: 2 يوليو (1946)
- البرازيل: 15 نوفمبر (1889)
- البرتغال: 15 أكتوبر (1991)
- الصين: 10 أكتوبر (1910)
- العراق: 14 يوليو (1958)
- الهند: 26 يناير (1950)
- اليونان: 24 يوليو (1974)
- باكستان: 23 مارس (1956)
- تركيا: 29 أكتوبر (1923)
- تونس: 25 يوليو (1957)
- سيراليون: 27 أبريل (1961)
- غامبيا: 24 أبريل (1970)
- غانا: 1 يوليو (1960)
- غينيا: 23 فبراير (1970)
- كازاخستان: 25 أكتوبر (1991)
- كينيا: 12 ديسمبر (1963)
- ليتوانيا: 15 مايو (1920)
- مالطا: 13 ديسمبر (1974)
- مصر: 23 يوليو (1952)
- جزر المالديف: 11 نوفمبر (1968)
- نيبال: 28 مايو (2008)
- النيجر: 18 ديسمبر (1958)
- ألمانيا الشرقية: 7 أكتوبر
- قالب:جمهورية الريف: 18 سبتمبر 1921
- كوريا الشمالية: 9 سبتمبر (1948)
- بوركينا فاسو: 11 ديسمبر (1958)
- الجزائر: 5 يوليو (1962)
- اليمن:22 مايو (1990)